# غايل ماكورميك
غايل ماكورميك (بالإنجليزية: Gayle McCormick)‏ هي مغنية أمريكية، ولدت في 26 نوفمبر 1948 في سانت لويس في الولايات المتحدة، وتوفيت في 1 مارس 2016 بسبب سرطان الرئة.

## وصلات خارجية
- غايل ماكورميك على موقع ميوزك برينز (الإنجليزية)
- غايل ماكورميك على موقع ديسكوغز (الإنجليزية)